# Helen Buday
Helen Buday (* 1962 in Melbourne, Australien) ist eine australische Theater-, Fernseh- und Filmschauspielerin sowie Sängerin. In dem Film Mad Max – Jenseits der Donnerkuppel spielte sie die Savannah Nix der so genannten „wildlebenden Kinder“ (engl.: feral kids). 2003 erhielt sie den Preis als Beste Schauspielerin auf dem 48. Valladolid International Film Festival (Semana Internacional de Cine de Valladolid) für ihre Rolle als Alexandra in Alexandra’s Project.

## Filmografie (Auswahl)
- 1985: Mad Max – Jenseits der Donnerkuppel (Mad Max Beyond Thunderdome)
- 1986: Land of Hope
- 1986: Nur die Liebe allein (For Love Alone)
- 1989: Im Schatten der Cobra (Shadow of the Cobra)
- 1991: Dingo
- 2001: Let’s Get Skase
- 2003: Alexandra’s Project